# JoJo's Bizarre Adventure (videogioco)
JoJo's Bizarre Adventure (ジョジョの奇妙な冒険?, JoJo no Kimyō na Bōken) è un videogioco di combattimenti ad incontri sviluppato e pubblicato dalla Capcom basato sul manga Le bizzarre avventure di JoJo. Il videogioco è stato realizzato dallo stesso team che in precedenza aveva lavorato sul titolo Street Fighter III.
È stato originariamente pubblicato come videogioco arcade nel 1998 su sistema arcade CPS-3. Questa versione era conosciuta al di fuori dal Giappone con il titolo JoJo's Venture. Una versione aggiornata del gioco è stata pubblicata nel 1999 con il titolo JoJo's Bizarre Adventure: Heritage for the Future (ジョジョの奇妙な冒険 未来への遺産?, JoJo no Kimyō na Bōken Mirai e no Isan), ed è diventato il sesto ed ultimo videogioco ad essere sviluppato per sistemi CPS-3. Conversioni del gioco per console PlayStation e Dreamcast sono state pubblicate nel corso dello stesso anno. Una versione in alta definizione del videogioco con una modalità online è stata resa disponibile attraverso PlayStation Network e Xbox Live Arcade nell'agosto 2012 ma successivamente rimossa a settembre 2014.
L'autore originale del fumetto, Hirohiko Araki ha supervisionato la realizzazione del gioco ed ha realizzato alcuni disegni esclusivi per la confezione del gioco e per la promozione. Ha inoltre realizzato un nuovo design per il personaggio di Midler, dato che la Capcom intendeva utilizzarla nel gioco, mentre il personaggio nel manga era mostrato a malapena.

## Lista personaggi
- Muhammad Avdol (stand: Magician's Red) (doppiatore: Hisao Egawa)
- Alessi (stand: Sethan) (doppiatore: Tsutomu Tareki)
- New Kakyoin (stand: Hierophant Green)B
- Chaka (stand: Anubis) (doppiatore: Takashi Nagasako)
- Shadow DIO (stand: The World)A
- Black Polnareff (stand: Silver Chariot & Anubis)B
- Devo (stand: Ebony Devil) (doppiatore: Yuji Kishi)
- DIO (stand: The World)A (doppiatore: Isshin Chiba)
- Hol Horse (stand: The Emperor)B
- Hol Horse & Boingo (stand: The Emperor & Thoth)B (doppiatori: Yoshito Yasuhara & Wataru Takagi)
- Iggy (stand: The Fool)
- Jean-Pierre Polnareff (stand: Silver Chariot) (doppiatore: Tsutomu Tareki)
- Joseph Joestar giovaneA (doppiatore: Hōchū Ōtsuka)
- Joseph Joestar (stand: Hermit Purple) (doppiatore: Tōru Ōkawa)
- Jotaro Kujo (stand: Star Platinum) (doppiatore: Kiyoyuki Yanada)
- Noriaki Kakyoin (stand: Hierophant Green) (doppiatore: Mitsuaki Madono)
- Khan (stand: Anubis)B (doppiatore: Takashi Nagasako)
- Mariah (stand: Basteth)B (doppiatrice: Miki Nagasawa)
- Midler (stand: The High-Priestess) (doppiatrice: Miki Nagasawa)
- Pet Shop (stand: Horus)B
- Rubber Soul (stand: Yellow Temperance)B (doppiatore: Mitsuaki Madono)
- Vanilla Ice (stand: Cream)B (doppiatore: Shō Hayami; doppiatore modalità storia: Yūji Kishi)

APersonaggio boss
BIntrodotto in Heritage for the Future

## Accoglienza
La rivista Play Generation diede alla riedizione in HD un punteggio di 73/100, apprezzando l'interessante meccanismo degli Stand, il design dei personaggi e le loro abilità, ma come contro i pochi personaggi, l'assenza della modalità più divertenti della versione per PlayStation e l'eccessivo costo, reputandolo un picchiaduro atipico e divertente che sarebbe piaciuto ai fan di Street Fighter vecchio stampo, ma durava poco e l'edizione HD non soddisfaceva.